# Marie Michèle Rey
Pour les articles homonymes, voir Rey.
Marie Michèle Rey (surnommée Mamie Rey,, ; née le 17 avril 1938 et décédée le 2 janvier 2019) est une femme politique haïtienne.

## Biographie
Marie-Michele Rey est née le 17 avril 1938 à Haïti. Elle est fille d'un militaire un temps emprisonné sous la dictature de François Duvalier, qui deviendra par la suite consul pour Haïti auprès de la Jamaïque. Son grand-père paternel était jamaïcain. Elle ne connaitre jamais son grand-père maternel qui sera assassiné sous le régime de Vilbrun Guillaume Sam.
Elle fait ses études primaires et secondaires dans différents établissements catholiques : celui des sœurs bleues au Cap-Haïtien, des sœurs du Sacré-Cœur à Port-au-Prince, et des sœurs de la Sagesse à Port-de-Paix. Après l'obtention de son baccalauréat, elle suit un cursus en Business Administration et Comptabilité à l'Immaculate Conception High School (en) en Jamaïque à la fin des années 1960.
Après ses études, elle occupe un poste de secrétaire de direction d’un représentant d’un projet haïtiano-américain puis elle se marie et met sa carrière professionnelle un temps entre parenthèses pour élever ses deux enfants, un garçon et une fille. Ensuite, elle donne des cours d'anglais pour jeunes enfants en effectuant en parallèle différentes missions pour les ambassades d’Éthiopie et de Chine.
Ensuite, elle arrête de donner des cours et travaille pour l'ambassade des États-Unis avant de travailler pour la banque Citibank en tant que officier promanager en 1974. En 1983, elle intègre la Banque nationale de Paris pour laquelle elle dirige une succursale au Cap-Haïtien.
Après avoir occupé plusieurs postes de ministre, elle intègre au milieu des années 1990 le conseil d'administration de la Téléco, puis du Service Maritime et de Navigation d'Haïti (SEMANAH).
Dans un contexte politique trouble, elle a subi plusieurs tentatives de meurtres notamment lors du mitraillage de sa maison. Son mari est d'ailleurs assassiné en 1999.
Elle décède en le 2 janvier 2019 à Delmas d'une attaque cardiaque.

## Responsabilités politiques
Rey a eu une importante carrière politique, ayant été cinq fois ministre en Haïti : 
- Ministre des Finances du 19 février 1991 au 30 septembre 1991
- Ministre des Finances du 1er septembre 1993 au 7 novembre 1993,
- Ministre des Finances du 8 novembre 1994 au 7 novembre 1995 (démission)
- Ministre des Affaires étrangères et des Cultes de novembre 2009 au 14 mai 2011
- Ministre des Affaires étrangères et des Cultes du 14 mai 2011 au 24 octobre 2011

En février 1996, elle devient membre du cabinet particulier du président de la République René Préval, chargée de dossiers économiques.
Elle met en place l'intégration d'Haïti au marché commun caribéen (Caricom) puis elle est nommée le 27 novembre 2006 pour diriger le bureau de coordination et de suivi des accords de la Caricom, de l’OMC et de la ZLEA.

## Engagement associatif
En 1982, elle créé avec Josseline Colimon Féthière et Evelyne François le Fonds haïtien d’aide à la femme (FHAF), institution de microfinance pour les femmes.
En 1984, elle fonde l’Association pour la promotion de la famille haïtienne (PROFAMIL).
Elle fonde avec Clorindre Zéphyr Enfofanm un centre de documentation et de recherche sur les mouvements d'émancipation de la femme.